# Heli Holland
Heli Holland is een Nederlandse helikoptermaatschappij met meer dan 25 eigen helikopters. Hoofdkantoor en onderhoudsbedrijf zijn gevestigd in Emmer-Compascuum waar Heli Holland in 1976 is opgericht als 'spuitbedrijf' voor gewasbescherming. Het bedrijf voert foto- en filmvluchten uit alsmede inspecties, transporten en VIP-vervoer. De helikoptervliegschool van Heli Holland is gevestigd op Lelystad Airport.
Binnen de offshore olie-industrie is Heli Holland een kleine speler die ad hoc opdrachten uitvoert met haar Airbus H155 en H175. Gestationeerd op luchthaven De Kooy in Den Helder, Amsterdam Heliport en de luchthaven van Gdansk (Polen)

## Vloot
Bron: avia-dejavu.net
- Vloor per juli 2023
  - Cessna 402B (1x)
  - Airbus H175 (2x)
  - Eurocopter EC 155B1 (3x)
  - Eurocopter EC 155B (3x in long term storage)
  - Eurocopter EC 130 (1x)
  - Eurocopter EC 120 (6x)
  - Eurocopter AS355 (3x)
  - Bell 206 Long Ranger (1x)
  - Bell 206 Jet Ranger (1x)
  - Schweizer / Hughes 300 (3x)
  - Schweizer 330 (2x)

## Ongevallen
Op 27 juni 2010 verongelukte een Eurocopter EC-130 van Heli Holland op de Maasvlakte in Rotterdam. Hierbij kwamen vier van de vijf inzittenden om, onder wie de piloot, en raakte één persoon zwaargewond. Drie van de passagiers waren fotografen die het fietsevenement 'Tour du Port' vastlegden. Dit evenement was georganiseerd ter gelegenheid van de start van de Tour de France een week later.
Andere ongevallen waarbij Heli Holland betrokken was:
- Schweizer 330 - 27 juni 1998[4]
- Schweizer 330 - 11 mei 2011[5]
- Schweizer / Hughes 269b - 6 september 2005[6]
- Schweizer / Hughes 269c - 27 mei 2008 (instructievlucht)[7]